# Seleção Curdistanesa de Futebol
A Seleção Curdistanesa de Futebol (em árabe: فريق كردستان العراق لكرة القدم) é o time representante da região do Curdistão. É administrada pela Associação de Futebol do Curdistão.
O time participa de eventos esportivos desde 2006. A maioria jogadores provêm dos times curdos Erbil SC e Dohuk FC, que participam da Premier League iraquiana.

## Filiação
Eles não são afiliados à FIFA ou à Confederação Asiática de Futebol e, portanto, não podem concorrer para a Copa do Mundo ou a Copa da Ásia, porém, são filiados a CONIFA. No entanto, diversos jogadores curdos que fazem parte da seleção regional também jogam pela Seleção Iraquiana de Futebol. A Associação do Curdistão tem pressionado a FIFA para poder jogar amistosos internacionais, reanimada pelo recente sucesso da Federação do Kosovo.

## Competições e títulos
O Curdistão foi o campeão da Copa do Mundo VIVA de 2012, após a vitória por 2 a 1 na final contra o Chipre do Norte, no Estádio Franso Hariri em Arbil. Em 2014 e 2016, a equipe foi eliminada nas quartas-de-final da competição, chamada agora Copa do Mundo CONIFA. Em 2018, o time não participou.
Em 20 de abril de 2019, a seleção do Curdistão Iraquiano realizou seu primeiro amistoso contra a seleção do Iraque, em Arbil. A partida terminou empatada em 2 a 2, marcando o estreitamento dos laços entre as duas equipes.
Em janeiro de 2020, a equipe foi confirmada para a disputada da Copa do Mundo CONIFA de 2020, disputada na Macedônia do Norte.